# I liga 1948-1949 (pallacanestro maschile)
La I liga 1948-1949 è stata la 15ª edizione del massimo campionato polacco di pallacanestro maschile. La vittoria finale è stata ad appannaggio del Lech Poznań.

## Risultati

### Stagione regolare
|    | Squadra              | G  | V  | P  | PF  | PS  | Pt. |
| -- | -------------------- | -- | -- | -- | --- | --- | --- |
| 1. | Lech Poznań          | 15 | 13 | 2  | 566 | 451 | 26  |
| 2. | ŁKS Łódź             | 15 | 12 | 3  | 630 | 454 | 24  |
| 3. | RKS Tur Łódź         | 14 | 9  | 5  | 528 | 432 | 18  |
| 4. | AZS Varsavia         | 14 | 7  | 7  | 441 | 408 | 14  |
| 5. | Wisła Cracovia       | 14 | 6  | 8  | 402 | 470 | 12  |
| 6. | Warta Poznań         | 14 | 5  | 9  | 413 | 455 | 10  |
| 7. | AZS Cracovia         | 14 | 3  | 11 | 400 | 493 | 6   |
| 8. | Zgoda Świętochłowice | 14 | 2  | 12 | 464 | 576 | 4   |

| I liga 1948-1949      |
| --------------------- |
| Lech Poznań 4º titolo |

## Formazione vincitrice
| N° | Naz.               | Ruolo | Sportivo                     |  | Alt. |  |
| -- | ------------------ | ----- | ---------------------------- |  | ---- |  |
|    | Polonia (bandiera) |       | Henryk Beyer                 |  |      |  |
|    | Polonia (bandiera) | G     | Mieczysław Fęglerski         |  | 189  |  |
|    | Polonia (bandiera) |       | Gałka                        |  |      |  |
|    | Polonia (bandiera) | P     | Florian Grzechowiak          |  | 172  |  |
|    | Polonia (bandiera) |       | Rościsław Iwanow-Ruszkiewicz |  |      |  |
|    | Polonia (bandiera) |       | Edward Jarczyński            |  |      |  |
|    | Polonia (bandiera) | G     | Zdzisław Kasprzak            |  | 179  |  |
|    | Polonia (bandiera) | C     | Antoni Kolaśniewski          |  |      |  |
|    | Polonia (bandiera) | A     | Ewaryst Łój                  |  | 182  |  |
|    | Polonia (bandiera) |       | Marian Matysiak              |  |      |  |
|    | Polonia (bandiera) |       | Jarosław Śmigielski          |  |      |  |
|    | Polonia (bandiera) | All.  | Janusz Patrzykont            |  |      |  |